# Pseudoaconitina
La pseudoaconitina o nepalina è un alcaloide diterpenoidico (pseudoalcaloide dato che non è derivato da amminoacidi) presente in alcune specie della famiglia Ranunculaceae appartenenti al genere Aconitum.